# ジャコブ＝バート・ド・ラ・ファイユ
ジャコブ＝バート・ド・ラ・ファイユ（Jacob-Baart de la Faille、1886年6月1日 - 8月7日 1959年）は、オランダの美術史研究者であり、フィンセント・ファン・ゴッホの最初の全作品カタログを編纂したことで知られる。
ド・ラ・ファイユは、ユトレヒト大学で法律を学び、1913年博士号を取得した。しかし、法律家としての道は選ばず、現代美術や民族学に興味を持ち、新聞や雑誌で執筆を行った。フィクションも手がけている。1917年に美術館員Herman F. E. Visser（1890年-1965年）の書いた論文『ファン・ゴッホに関する文学について』を読んだことが契機となり、ゴッホのカタログ編纂を思い立った。
1928年、4巻から成る『フィンセント・ファン・ゴッホ作品集』を出版した。しかし、その後間もなく、作品集に収められた作品の一部に偽作の疑いが投げかけられた。その結果、ド・ラ・ファイユは、ベルリンのオットー・ヴァッカー画廊に由来する作品について偽作であると判断を訂正せざるを得なくなり、補遺を出版した。オットー・ヴァッカー画廊は1927年に33点から成るゴッホ展を開いたが、その後、オットーの弟レオンハルト・ヴァッカーによる偽作であることが判明し、画材の科学的分析によってもゴッホ作でないことが確定した。
1939年、ド・ラ・ファイユは完全な改訂版を出版し、Charles Terrasseが序文にゴッホの伝記を付した。その後も更なる改訂のための作業を続けており、1959年に死去した時には未出版の手稿が残されていた。1962年にAbraham Hammacherを委員長として著名な美術史家らから成る編纂委員会が結成され、改訂作業を続行した。1970年、注釈付きの『フィンセント・ファン・ゴッホ作品集：油彩と素描』が刊行された。さらに、1992年にも再改訂版『フィンセント・ファン・ゴッホ：完全絵画作品集：カタログ・レゾネ』が刊行された。
ド・ラ・ファイユのカタログは、全作品にF番号を付している。ヤン・フルスケルのものとともにゴッホ研究の基礎として用いられている。ド・ラ・ファイユのカタログは、その網羅性の高さと、全ての作品の来歴・展示情報を収めているとの特長を持っている。

## 関連リンク
- フィンセント・ファン・ゴッホの作品一覧